# 二道湾站
二道湾站是位于黑龙江省齐齐哈尔市富裕县二道湾镇的一个铁路车站，邮政编码161232。车站建于1930年，有富西铁路经过该站，现办理客货运业务，车站及其上下行区间均未电气化。车站距离富裕站19公里，隶属哈尔滨铁路局，是四等站。